# Cornelia Mooswalder
Cornelia Mooswalder (* 2. August 1993 in Leoben) ist eine österreichische Sängerin und Gewinnerin der ORF-Castingshow Helden von morgen.
Bekannt wurde Mooswalder 2010 durch ihre Teilnahme an der Castingshow Helden von morgen. In der Finalshow setzte sie sich zuerst gegen Sara Nardelli und dann mit dem eigens für sie geschriebenen Song Should Have Let You Love Me gegen Lukas Plöchl durch. Das Lied stieg im Anschluss direkt auf Platz eins der österreichischen Charts ein.
2011 erschien ihr Debütalbum Star on the Horizon, das ebenfalls auf Platz eins der österreichischen Charts einstieg.
Cornelia Mooswalder lebt in Wien und studiert Musical an der Musik und Kunst Privatuniversität der Stadt Wien.